# Germanía
Germanía oder jerigonza (Spielsprache) ist der spanische Ausdruck für die unter spanischen Marginalisierten als Slang verwendete Sondersprache. Sein Zweck bestand darin, die interne Kommunikation gegenüber Nichtangehörigen der Sprechergruppe zu verdecken und sich der eigenen besonderen Identität zu versichern.
Teile der Dokumentation des Jargons stammen aus Schelmenromanen aus dem Siglo de Oro. Einige Schreiber nutzten ihn in Gedichten, um einen komischen Effekt zu erzielen.
Das  Lexikon enthält Sprachgut aus dem Romanes der spanischen Roma, dem Caló. Die Aufnahme von Wörtern und Wendungen in die spanische Umgangssprache belegt die soziale Nähe zwischen den Sprechern der Sondersprache und Sprechern aus der Mehrheitsbevölkerung. George Borrow beschrieb die Umgangssprache (der Aficionados) im Umfeld von Stierkampf und Flamenco, insbesondere der sogenannten Gitanos als Gemisch von Spanisch, Caló und Bruchstücken der Gaunersprache Germanía. Germanía lebt heute im Cheli-Jargon der madrilenischen Arbeiterklasse weiter.

## Herkunft des Namens
Der Ausdruck germanía („Bruderschaft“ auf Katalanisch – vergleiche mit dem Galicischen irmandiño und dem Spanischen hermandad) stammte ursprünglich vom Namen einiger Gemeinschaften in Valencia, die im 16. Jahrhundert durch Rebellentum gegen den lokalen Adel bekannt wurde. Diese Gemeinschaften benannten sich nach der römischen Germanus-Bruderschaft. In der Folge bezog sich der Ausdruck auf den von diesen Gemeinschaften gebrauchten Slang und schließlich generell auf unschickliche Sprache.